# ۲۲ فروردین
۲۲ فروردین بیست و دومین روز از سال در گاه‌شماری خورشیدی است. به پایان سال ۳۴۳ روز (۳۴۴ روز در سال کبیسه) مانده‌است.

## رویداد
- ۱۳۹۵ - قتل ستایش قریشی

## زادروزها
- ۱۳۳۵ - ناصر هاشمی، کارگردان
- ۱۳۵۸ - نازنین افشین جم، خواننده
- ۱۳۷۰ - فراز مدیری، بازیگر
- ۱۳۷۲ - محمد صادقی آهنگر، بازیگر
- ۱۳۷۹ - پردیس پورعابدینی، بازیگر

## درگذشت‌ها
- ۱۳۵۸ - غلامرضا نیک‌پی، سی و سومین شهردار تهران
- ۱۳۵۸ - علی نشاط، سرلشکر نیروی زمینی شاهنشاهی ایران و آخرین فرمانده گارد جاویدان
- ۱۳۵۸ - حسینعلی بیات، نماینده زنجان در دوره بیست و چهارم مجلس شورای ملی
- ۱۳۵۸ - علی حجت کاشانی، بیست و چهارمین رئیس سازمان تربیت بدنی
- ۱۳۵۸ - عباسعلی خلعتبری، وزیر امور خارجه ایران در زمان پادشاهی محمدرضا پهلوی
- ۱۳۵۸ - منصور روحانی، وزیر کشاورزی و منابع طبیعی ایران در زمان پادشاهی محمدرضا پهلوی
- ۱۳۵۸ - محمدتقی مجیدی، از نظامیان زمان دودمان پهلوی
- ۱۳۵۸ - حسن پاکروان، از بنیان‌گذاران سازمان کوک و دومین رئیس ساواک
- ۱۳۸۷ - عباس کاتوزیان، نقاش
- ۱۳۸۹ - جهان، خواننده
- ۱۳۹۰ - شعبان بابااولادی، کشتی‌گیر
- ۱۴۰۱ - محمد فیض سرابی، نماینده استان آذربایجان شرقی در دوره پنجم مجلس خبرگان رهبری
- ۱۴۰۴ - اکبر اعتماد، سیاستمدار و مدیر